# 北3条東 (札幌市)
北3条東（きたさんじょうひがし）は、札幌市中央区の街区である「北3条」のうち、創成川以東の部分。東1丁目から東15丁目まで設置されている。郵便番号：060-0033

## 地理
北2条東と北4条東の間にある創成川以東の街区である。

## 施設
医療
- JR札幌病院（東1丁目）
- 札幌厚生病院（東9丁目）

神社仏閣
- 東本願寺札幌別院北三条支院（東6丁目）
- 真照寺（東10丁目）

その他
- 北海道日刊スポーツ新聞社（東3丁目）
- 日刊サッポロ（東3丁目）
- 演劇専用小劇場BLOCH（東5丁目）

## 交通

### 鉄道
- 函館本線苗穂駅（東11丁目）
2014年度以前は東13丁目付近にあった。